# Уильямс, Дадли Ховард
Дадли Ховард Уильямс (англ. Dudley Howard Williams; 25 мая 1937, Фарсли, Йоркшир — 3 ноября 2010, Кембридж) — английский биохимик, один из основоположников методов ядерного магнитного резонанса (ЯМР), масс-спектрометрии (МС) и молекулярного распознавания. Установил структуру и механизм действия семейства ванкомициновых антибиотиков. Профессор Кембриджского университета (1996), член Лондонского королевского общества (1983), лауреат премий Бадера (1991) и Лео Френда (1996).

## Биография
Дадли Ховард Уильямс родился 25 мая 1937 года в деревне Фарсли, Йоркшир. Уже в школьные годы Уильямс проявлял интерес к физике и химии, увлекался спортом: любил играть в футбол и крикет, был капитаном школьной команды.
В 1958 году в Лидском университете Уильямс получил первую степень бакалавра по химии. Вскоре в 1961 году защитил докторскую диссертацию по синтезу витамина D и родственных ему соединений.
В 1961 году перешёл в Стэнфордский университет (США), где изучал применение ЯМР и МС на структурах стероидных соединений, изучал влияние структуры и природы функциональных групп на положение сигналов химических сдвигов, величины констант спин-спинового взаимодействия в ЯМР и характер фрагментации в масс-спектрах.
В 1964 году Уильямс возвращается в Великобританию, получает младшую должность в Кембриджском университете, в колледже Черчилль, в котором он остаётся работать вплоть до пенсии. В том же году он пишет свой первый учебник «Спектроскопические методы в органической химии», ставший впоследствии очень популярным и переведённым на семь языков. В 1983 году становится членом Лондонского королевского общества. В 1996 году получает звание профессора биологической химии.
В 2004 году Уильямс ушёл на пенсию, стал проводить много времени с семьёй и писать книгу, начатую ещё в середине 1980-х годах, «Проверка истины», которая была опубликована в 2013 году после его кончины.
Летом 2010 года у Уильямса была диагностирована агрессивная карцинома печени. Вскоре, 3 ноября, Дадли Уильямс умер в хосписе Кембриджа.

## Научные исследования

### ЯМР-спектроскопия
В начале 1960-х годов метод ЯМР-спектроскопии находился на стадии разработки. Большинство химиков-органиков не знали о данном виде анализа и потенциале его использования, использовали альтернативные методы для установления структур соединений.
Во время работы в Стэнфордском университете, Уильямс изучал применимость данного метода для анализа стероидных структур, влияние электронных факторов и геометрии соединений на положение химических сдвигов, величины констант спин-спинового взаимодействия. Им было установлено, что различные ароматические растворители могут образовывать временные комплексы с молекулами стероидов, что приводит к изменению позиции ЯМР сигнала. В результате было показано, что таким образом возможно разрешить накладывающиеся друг на друга сигналы, увеличить информативность ЯМР спектра.
В 1969 году, во время работы в Кембриджском университете, Д.Уильямс обнаружил, что использование различных комплексов лантаноидов, названных впоследствии реагентами сдвига, приводит к изменению позиций ЯМР сигналов. Эффект таких реагентов аналогичен замене растворителей, однако смещение сигналов происходит намного сильнее, что приводит к ещё большему разрешению и большей информативности ЯМР спектра. В последующие два года Уильямс использовал данный реагент для установления структуры антибиотика эхиномицина.

### Масс-спектрометрия
Начиная с 1961 года Уильямс начал изучать масс-спектрометрию. В своих работах он хотел установить взаимосвязь между структурой соединения и получаемой в результате эксперимента фрагментацией. Уильямс использовал обширную коллекцию стероидов, содержащих разные функциональные группы. Для изучения механизмов фрагментации в исследуемых молекулах были заменены в определённых местах атомы водорода на атом дейтерия. В полученных фрагментах дейтерий выступал в качестве метки, однозначно указывая на положение фрагмента в исходной молекуле.
После переезда в Кембридж Уильямс занялся изучением механизмов медленных мономолекулярных газофазных реакций, происходящих в результате фрагментации метастабильных ионов. В результате данных исследований был опубликован ряд работ о механизмах перециклических реакций, запрещенных по симметрии.

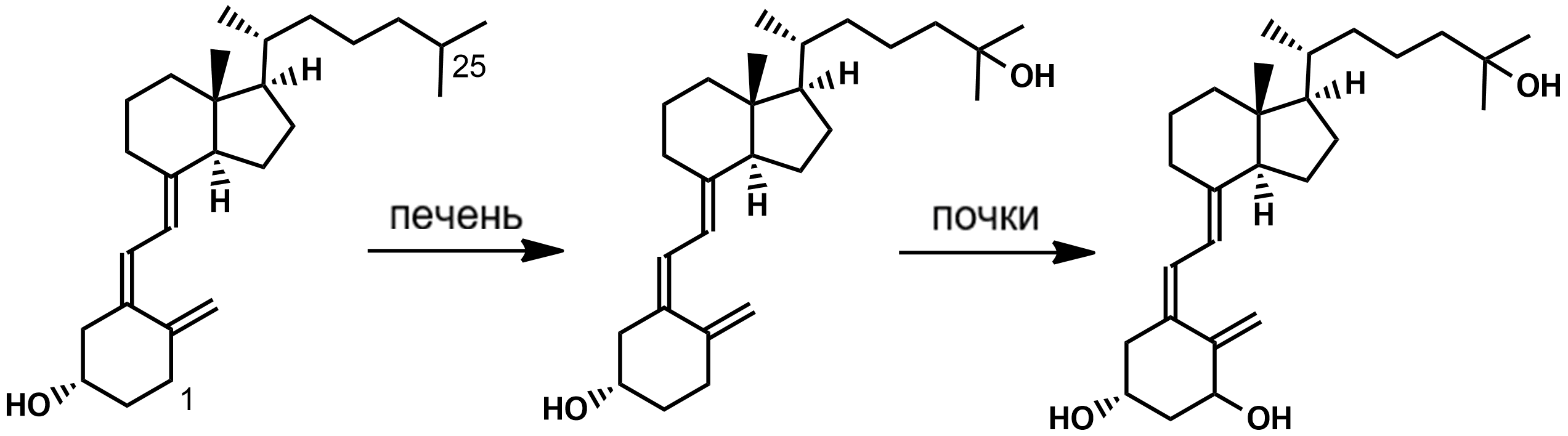
Ферментативное гидроксилирование витамина D_{3} в печени и почках с образованием активного гормона

В начале 1970-х годов Уильямс начинает изучение механизма активации витамина D. Меченный тритием в позиции C1 витамин D скармливался крысам, больным рахитом. После выделения метаболитов и проведения МС анализа ученый обнаружил, что в фрагментах молекулы отсутствует тритиевая метка. В результате работы Уильямс установил, что неактивная форма витамина D дважды гидроксилируется в организме: сначала в печени, а затем в почках до 1,25-дигидрокси формы. Как оказалось, именно этот метаболит отвечает за всасывание кальция в кровоток и необходим для формирования здоровых костей. Это открытие стало первым шагом на пути к созданию лекарства от почечной недостаточности.
В 1979 году Уильямс собирает прототип масс-спектрометра с новым методом ионизации: масс-спектрометр с бомбардировкой быстрыми атомами. В результате стал возможен анализ крайне сложных соединений: полярных антибиотиков, нуклеозидов и пептидов. Данный метод оказался крайне полезен при секвенировании биологически активных пептидов. Результатом данных работ стал ряд крайне цитируемых статей.
Дальнейшее развитие методов ионизации МС позволило Уильямсу изучить взаимодействия, возникающие в процессе связывания белков с лигандами. Используя водородно-дейтериевый обмен, ученый показал, что в результате связывания происходит «структурное сжатие», повышается плотность упаковки белка. На основании данных экспериментов Уильямс объяснил высокое сродство белков к лигандам.

### Ванкомициновые антибиотики и молекулярное распознавание
В 1969 году Уильямс начинает работу по исследованию структуры ванкомицина — мощного природного антибиотика. После сорока лет работы он смог собрать многочисленные данные (кристаллографические и термодинамические данные, ЯМР и МС спектры), что позволило ему не только однозначно установить структуру ванкомицина и родственных ему соединений, но и установить взаимодействия, ведущие к молекулярному распознаванию и антибиотической активности.

## Семья и дети
Уильямс женился 9 марта 1963 года на Лорне Патриции Филлис (Пэт) Бедфорд. Они познакомились в 1960 году в Лидском университете, где Пэт работала секретарем химического факультета.
В 1966 году у них родился Марк, а позднее, в 1969 второй сын Саймон. Уильямс часто путешествовал вместе с женой и детьми. Они очень любили катание на лыжах, кемпинг и скалолазание; часто играли в своем саду в снукер, крикет и сквош.
После выхода на пенсию у Уильямса появилась возможность гораздо больше времени проводить с семьей. Он часто играл с тремя внучками, а также устраивал вечерние концерты на фортепиано.

## Личные качества, увлечения
Уильямс был крайне увлеченным ученым: его беседы всегда касались тем его научных работ. Несмотря на это, он часто любил шутить со своими учениками и коллегами, писал насмешливые, но всегда добрые стихи о них.
В своей педагогической деятельности Д.Уильямс всегда стремился выработать у своих учеников нестандартное мышление. Он считал, что не бывает глупых вопросов, всегда подчеркивал, что важно уметь правильно задавать вопросы и отвечать на них.
Отец Уильямса часто играл на фортепиано, также обучил игре своего сына. Впоследствии Уильямс стал опытным пианистом, сохранил свою любовь к игре на протяжении всей своей жизни.

## Почести и награды
- 1966 Медаль Мельдолы, Королевский химический институт.
- 1968 Медаль Корде-Моргана, Химическое общество.
- 1983 член Королевского общества, медаль Тилдена, Королевское химическое общество.
- 1984 Премия в области структурной химии, Королевское химическое общество.
- 1990 Academia Europaea.
- 1991 Премия Бадера, Королевское химическое общество.
- 1996 Премия Лео Френда, Американское химическое общество.